# Bakrokotlar
Bakrokotlar (njem.kupferschmied, eng. coppersmith) je obrtnik koji se bavi izradom bakrenog posuđa, ali i posuda koje se koriste u industrijskoj i kućnoj proizvodnji primjerice piva ili rakije. Također izrađuje i krovove od bakrenog lima.

## Povijest
Antropolozi vjeruju da je bakar prvi metal koji su ljudi koristili zbog njegove mekoće i lakoće obrade. U antici su se izdržljivost bakra i otpornost na hrđu ili koroziju pokazali vrijednima. Smatra se da  čovjek obrađuje bakar više od šest tisuća godina. Bakrokotlar je jedan od rijetkih zanata koji se spominju u Bibliji.

## Rad bakrokotlara
Većina bakrokotlara može izraditi, prema nacrtu bakrene predmete od bakrenog lima. Također mogu popraviti, očistiti i ponovno pokositriti unutrašnjost bakrenog posuđa. Neki pak izra đuju kotlove i kazane. Neki će se  specijalizirati za posebne oblike ili predmete, kao što je određena vrsta posuda za kolače . U 1700. i 1800.-tim godinama bakrokotlari su imali nekoliko šegrta u različitim fazama učenja zanata .
Šegrti bi počeli učiti zanat obično s 8 ili 9 godina. Tipične dužnosti mladih u radionici  uključivale bi zadatke kao što su razbijanje blokova amonijeva klorida, ribanje i glačanje bakrenih komada kako bi se pripremili za kositrenje ,te poliranje čekića i alata.
U regijama u kojima se vadi bakar, kao što su Iberski poluotok i Indija, postoji niz središta u kojima je cvjetao obrt bakrokotlara.
Kod nas je bakrokotlarstvo izumrli zanat,jedan od posljednjih  bakrokotlara u  Hrvatskoj  bio je  Ivan Šebešćen iz Osijeka.

## Osobine bakra
Bakar se općenito smatra mekim metalom, što znači da se s njim može raditi i bez zagrijavanja. Tijekom vremena obrade metala na ovaj način može se  bakar"očvrsnuti". To znači da su atomi unutar bakra komprimirani i nepravilnog rasporeda. To uzrokuje naprezanje u metalu i konačno pucanje metala duž ovih točaka naprezanja. Da bi se bakar mogao obraditi u bilo kojoj opsežnoj mjeri, mora biti žaren. Ovaj proces uključuje zagrijavanje metala do crvenog usijanja i zatim njegovo brzo hlađenje u vodi. Faza hlađenja poznata je kao kaljenje. Zagrijavanjem bakra, atomi u metalu se opuštaju i tako se mogu ravnomjernije poravnati. To omogućuje lakše oblikovanje metala. Kako bi se zadržala ova uniformnost unutar metala, on se brzo hladi. To sprječava pomicanje atoma i stvaranje napetosti u strukturi metala. Za razliku od željeza i čelika—koji se moraju naglo hladiti kod kaljenja —bakar se može hladiti polako na zraku ili brzo kaljenjem u vodi.

## Predmeti koje bakrokotlari izrađuju
Nakit, skulpture, vjetrokazi, cimeri
Razno posuđe, posude za čaj i kavu, vrčevi, vaze, pladnjeve, okvire, žardinjere, Timpani
kotlići za kuhanje, tave, rasvjetna tijela,kotlovi za pečenje rakije

## Vanjske poveznice
- Der Kupferschmied, der Letzte seines Standes (1997). Filmdokumentationen über alte Handwerksberufe, Film ist über die Medienstelle ausleihbar. (njem.)